# Minilab

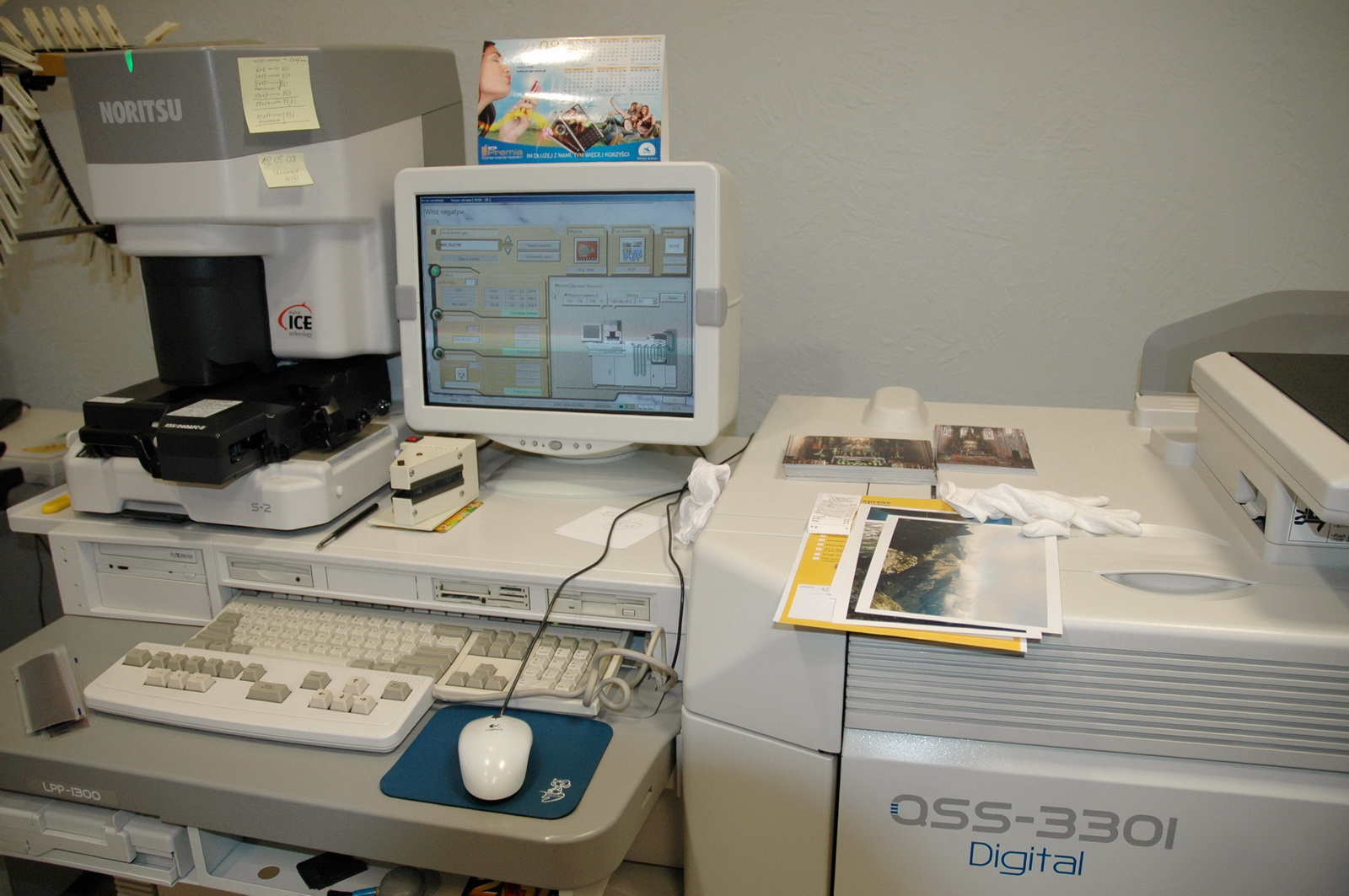
Digitální minilab Noritsu QSS-3301

Minilab, digitální minilab případně fotolab je kompaktní automatické zařízení, které umí vyvolat film nebo digitální data a vyrobit papírové fotografie. Je to zmenšená varianta velkých centralizovaných laboratoří, kterou lze umístit i do malého obchodu a služby zákazníkům poskytovat na místě.
Velké rozšíření digitální fotografie po roce 2000 způsobilo, že zájem o vyvolávání filmů prudce poklesl a velké laboratoře, schopné denně zpracovat desetitisíce filmů, posílaných do nich ze sítě sběren, už nejsou zapotřebí. Místo toho stále více obchodníků instaluje do svých prostor minilaby nebo digitální minilaby. Všechna uvedená zařízení pracují s barevnými fotografiemi.

## Klasický minilab
Klasický minilab má dvě základní části integrované do jednoho stroje: modul na zpracování filmů a modul produkující papírové fotografie. U některých minilabů je ještě připojen kiosek na objednávání fotografií.
Do modulu na zpracování filmu se založí kazeta exponovaná ve fotoaparátu, stroj zachytí začátek filmu a filmový pás pak uvnitř bez přístupu světla postupně ve smyčkách prochází soustavou kladek a tanků s chemickými lázněmi. Automat udržuje stálou teplotu lázní, promíchává je, a dohlíží na to, aby byly včas vyměňovány. Přesná doba působení každé lázně je dána rychlostí posuvu a délkou ponořených smyček. Nakonec se vyvolaný film suší. V minilabech Kodak a Agfa se filmy vyvolávají pomocí chemikálií C41b a film je kompletně zpracován během 20 minut. Na vyvolaném filmu jsou jednotlivé obrázky v podobě barevných negativů.
Vyvolaný film se potom zavede do modulu na výrobu fotografií. Okraje filmu vedle perforace jsou už z výroby označeny číselnými a čárovými kódy (tzv. DX kódy), podle nichž automat nastaví optimální postup zpracování. Fotografický papír v zásobníku minilabu má obvykle podobu pásu navinutého v roli. Šíře papírového pásu určuje kratší rozměr fotografie, například z pásu 10 cm širokého se dělají fotografie 10x15 cm. V minilabu je vždy několik různě širokých rolí, takže zákazník si může vybírat z několika rozměrů. Role jsou ve světlotěsném obalu, aby je obsluha mohla vyměňovat na světle. Z každého políčka filmu promítnutého na fotografický papír se exponuje jedna fotografie, pás papíru se automaticky posunuje a opět prochází chemickým zpracováním ve vývojce a ustalovači, oplachuje se vodou a nakonec se suší a řeže na jednotlivé hotové fotografie. Většina minilabů používá při výrobě papírových fotografií chemikálie z procesu RA-4 od Kodaku. Rozřezán je také filmový pás na proužky po čtyřech snímcích, které jsou pak přiloženy do obálky s fotografiemi.

## Digitální minilab
Digitální minilab využívá k výrobě papírových fotografií tentýž tradiční chemický postup, ale fotografie nevytváří z filmového negativu, nýbrž ze souboru s digitální fotografií. Jako vstupní zařízení se zde používá zabudovaný filmový skener, který snímky načítá z políček negativního nebo i pozitivního filmu (pozitivní filmy se používají pro diapozitivy), případně plochý skener (na papírové předlohy), ale nejčastěji nějaká forma kiosku, který umí číst digitální média: optické disky, paměťové karty z digitálních fotoaparátů, USB disky, nebo soubory z webových stránek, na které zákazník své fotografie předtím přes Internet nahrál.
Obsluha digitálního minilabu může nahrané fotografie ještě dodatečně trochu upravovat, tzn. měnit jejich barevné podání, jas, kontrast, saturaci, ostrost a provádět ořezy. Osvitové zařízení minilabu obsahuje řádkový laser, pomocí něhož se pixely fotografie exponují na klasický fotografický papír podobně, jako když se snímek exponuje z filmu. I další zpracování je stejné a jelikož probíhá ve výše popisovaných lázních, označuje se též jako „mokrá cesta“.
Výsledné fotografie vzniklé mokrou cestou jsou na stejném fotopapíru a mají stejnou kvalitu a trvanlivost jako tradiční fotografie zhotovené stejným procesem z filmů. Technicky překonávají možnosti běžných domácích inkoustových tiskáren a navíc vycházejí levněji.
Cena takového „mokrého“ digitálního minilabu je ovšem značná, pohybuje se od čtvrt milionu Kč za použitý minilab Noritsu z přiloženého obrázku až do jednotek milionů Kč. Někteří obchodníci si je přesto kupují nebo pronajímají, aby mohli nabízet jejich služby. V Česku lze asi nejčastěji narazit na mokré minilaby značek Fuji a Noritsu.

## Suchý minilab – foto kiosek

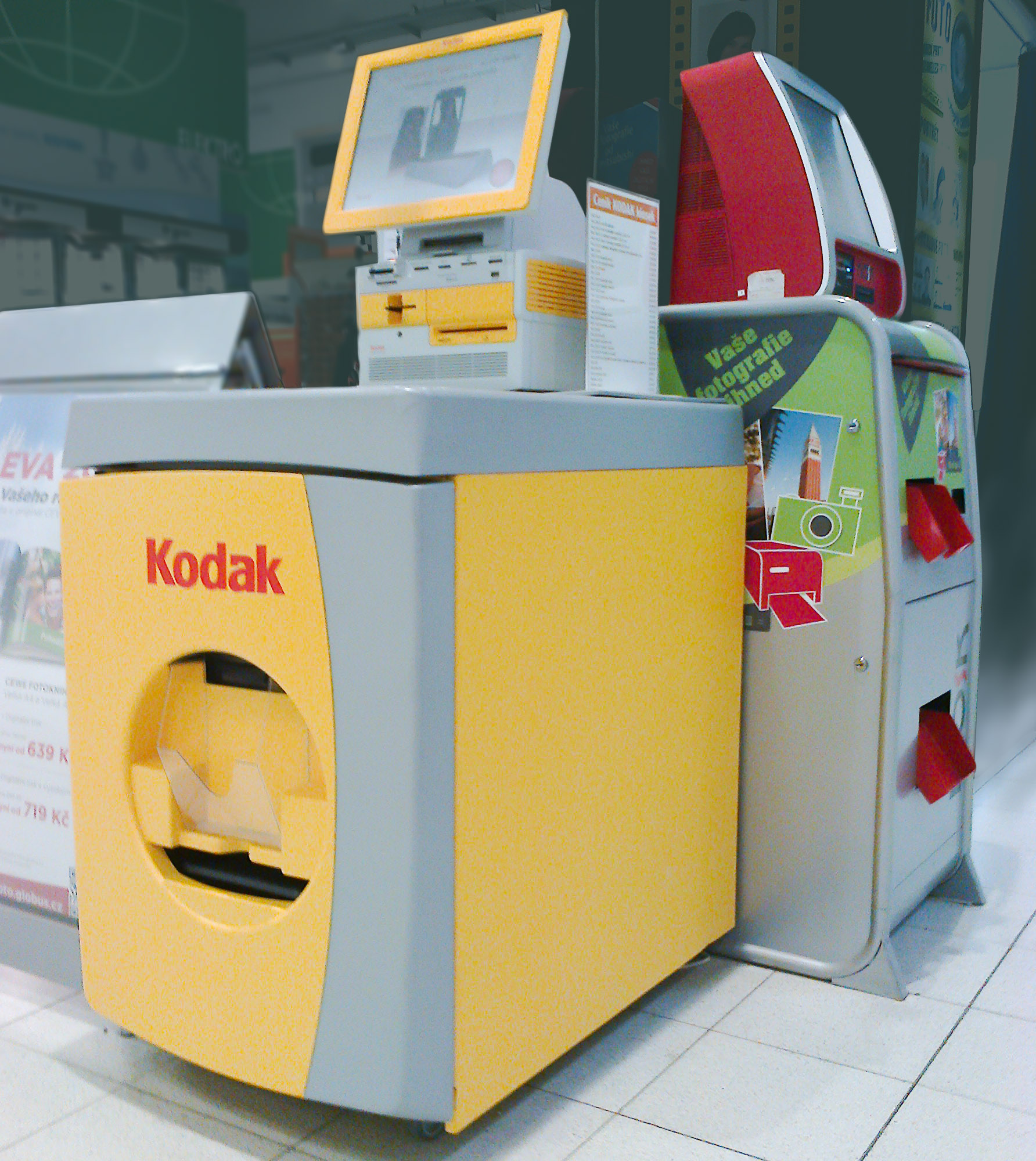
Dva samoobslužné foto kiosky umístěné v nákupním centru

„Suchý minilab“, často označovaný jako foto kiosek, je založen na novějších technologiích a fotografie v něm vznikají nechemickou „suchou cestou“. Nepracuje s vývojkou a ustalovačem a nepoužívá fotografické papíry s fotocitlivou vrstvou. Papíry se v něm nenamáčejí a nemusí se sušit, fotografie se na papír tisknou.
Přestože některé suché fotolaby dříve využívaly k tisku známou inkoustovou tiskárnu, daleko běžnější pro tento účel dnes je tzv. termosublimační tisk. Při tomto tisku se zahřívají barvy nanesené na polyesterovém pásu, tzv. ribbonu, uzavřeném v kazetě. Označení „sublimační“ vychází z původní představy, že barva přechází z pevného skupenství přímo do plynného, bez kapalného mezistupně. To se ale nepotvrdilo a nyní se tento proces spíše označuje jako difuze (tj. pohyb částic vyvolaný teplotním gradientem).

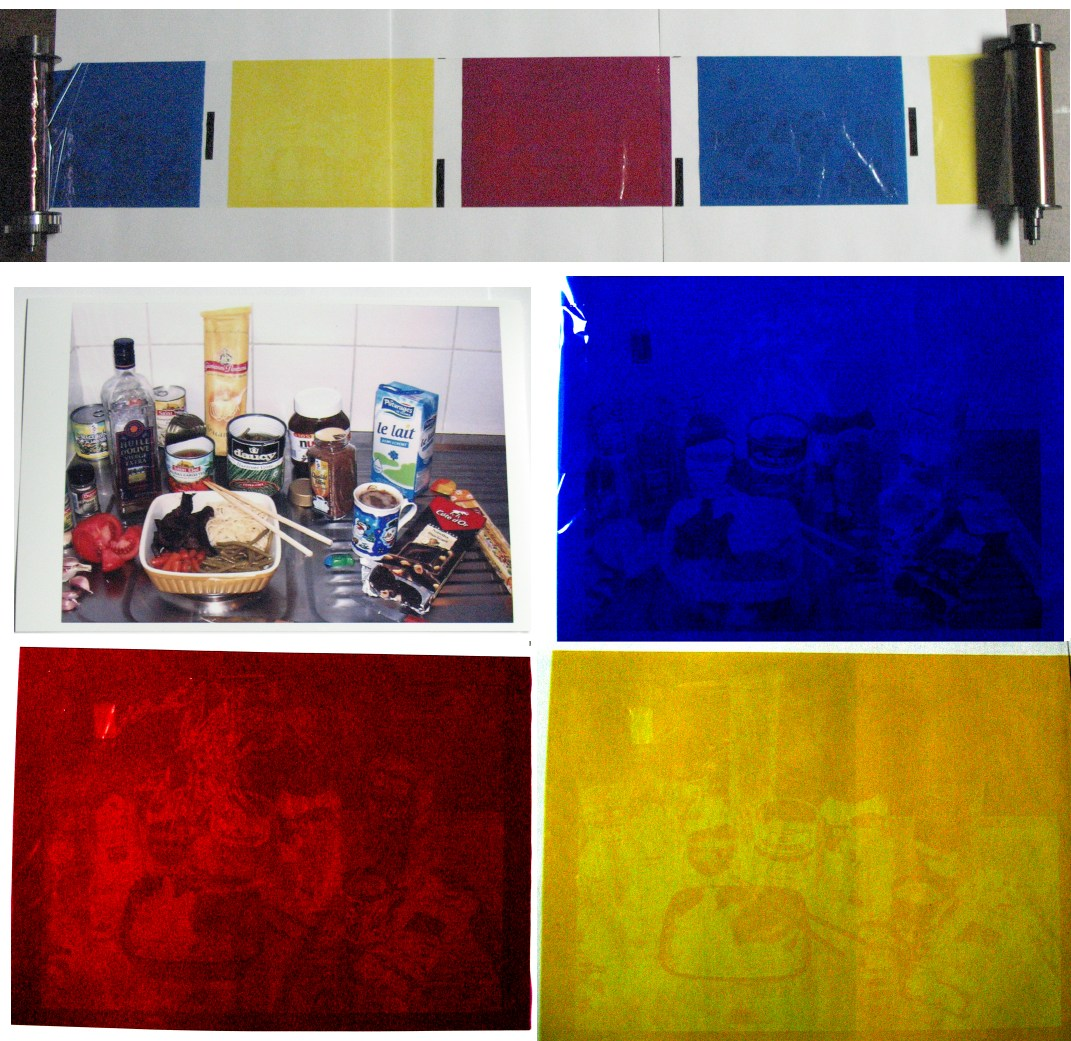
Rozvinutý ribbon s barevnými panely, jedna vytištěná fotografie a negativní otisky této fotografie, které na použitých panelech zůstaly

Na ribbonu se za sebou střídají panely ve třech nebo čtyřech základních barvách. Většinou ne podle schématu CMYK (azurová, purpurová, žlutá, černá) známého z inkoustových tiskáren, nýbrž CMYO, v němž se místo černé používá speciální ochranný povlak (overcoating). Každý panel je právě tak velký jako fotografie, která se tiskne; například na vytištění fotografie 10x15 cm se spotřebují čtyři panely 10x15 cm. Během tiskového cyklu se papír a barevný panel posouvají pod termální tiskovou hlavou, která je stejně široká jako kratší rozměr fotografie. Miniaturní topná tělíska hlavy mění prudce svou teplotu a podle toho zahřívají různá množství barvy. Část barvy se difuzí přenáší na speciální papír, dodávaný spolu s ribbonem.
Když je dokončen tisk jedné barvy, ribbon se posune na další panel a papír se částečně vysune ven z tiskárny, aby mohla proběhnout příprava dalšího cyklu. To se pro každou fotografii opakuje čtyřikrát (nebo pětkrát, je-li použita i černá barva). Poslední laminační vrstva chrání barvy před vlhkostí a nepříznivým působením UV záření. Vlivem mechanismu tisku zůstává na použitých panelech ribbonu dokonalý barevně separovaný negativ fotografie, která se z těchto panelů vytiskla (viz obrázek). A značné množství barvy na ribbonu přichází nazmar.
Pro tisk fotografií má termosublimační technologie tu přednost, že každý pixel obrázku se vytváří postupným nanášením základních barev, takže jeho výsledná barva může být zcela libovolná. Tím se hodně podobá chemické fotografii. Naproti tomu mikrokapky z inkoustové tiskárny směřují do různých míst a mají různé velikosti, takže výsledný obraz se skládá z izolovaných bodů v základních barvách, které jsou pod mikroskopem zřetelně patrné, a pouhým okem se obraz může jevit zrnitý. Inkoustová fotografie také potřebuje čas na úplné zaschnutí inkoustu, zatímco se sublimační se dá manipulovat hned jak opustí tiskárnu.

## Srovnání mokrých a suchých minilabů
Mokré minilaby jsou větší a dražší, a proto jsou méně rozšířené. Vyžadují odbornou obsluhu, samoobslužně nefungují. Najdou se proto hlavně v odborných provozovnách, ne v prodejních centrech. Fotografie z nich nebývají na počkání, ale obvykle do druhého dne. Mokrou cestu výroby fotografií také využívá ve své výrobní hale největší producent digitálních fotografií v Česku, pražská pobočka německé firmy CeWe Color. Objednávky přijímá pomocí svých sběren nebo přes Internet a fotografie podle nich vyrobené rozesílá poštou.
Suché minilaby jsou levnější a menší než mokré, takže bývají instalovány jako kiosky v obchodních centrech, drogeriích apod. Obvykle fungují formou samoobsluhy, na počkání. Stačí zasunout USB disk nebo paměťovou kartu z fotoaparátu, na obrazovce si vybrat, které snímky a v jakém rozměru se mají vytisknout, případně je ještě trochu upravit a po zaplacení už jen počkat, až do výstupního zásobníku začnou padat hotové fotografie. Nejčastěji nabízené rozměry jsou 10x15, 13x18, 15x20 a 20x30cm. Rychlost tisku je omezena tím, že topná tělíska tiskové hlavy musí stále měnit svou teplotu. Zahřátí je snadné, ale ochlazení při změně ze sytější na světlejší barvu je těžší. Doby tisku se u různých modelů minilabů liší; u levných se fotografie 10x15 cm tiskne 45 – 90 sekund, u těch drahých to může být i méně než 6 sekund.
Je dobré vědět, že samoobslužné minilaby fotografie před vytištěním vždy automaticky upravují, aby byly pro zákazníky líbivější. Často jsou tyto úpravy ku prospěchu, ale někdy vyjdou barvy kýčovitě syté. Zkušený fotograf, který si své snímky upravuje sám, se proto raději obrátí na mokrý fotolab, kde může na objednávce vyznačit, že si žádné automatické úpravy nepřeje. Snímky nemá na počkání, ale jejich cena zase bývá o trochu nižší.
Fotograf, který chce mít celý proces pod kontrolou, se také vyhýbá tomu, aby minilab musel jeho fotografii převzorkovat (přepočítat její pixely na jiné rozlišení), a raději to udělá sám podle známé hodnoty DPI dané tiskárny. Kvalita se tím zvýší zejména při práci s formátem raw, v němž je obsaženo podstatně více informací než v JPG, který má k dispozici minilab, a kde už je pro každou barvu vyhrazeno jen 8 bitů. U mokrých minilabů se nejčastěji využívá 300 dpi, ověřit to lze dotazem, stejné číslo uvádí i zásilková služba Fotolab.cz (CeWe). Minilaby s termosublimačním tiskem hodnotu DPI málokdy zveřejňují, aby běžné zákazníky zbytečně nemátly, ale bývá to rovněž 300 dpi. Má-li se tedy fotografie vytisknout na papír 8x12 palců, což je přibližně 20x30 cm, musí mít rozlišení 8 . 300 x 12 . 300 = 2400 x 3600 pixelů. Pozn.: Inkoustová tiskárna kvůli jinému principu tisku pro podobnou kvalitu potřebuje 1200 dpi.
Pokud jde o dlouhodobou stálost barev, u mokrého i suchého procesu by podle odborné literatury měla být stejná.
Vždy ovšem záleží na skladování, delší vystavování světlu škodí oběma technologiím. Fotografie nejvíc trpí na slunci a nejlépe se jim daří potmě.